# The Other Woman (film 1912)
The Other Woman è un cortometraggio muto del 1912 diretto da George L. Cox che ne firma anche la sceneggiatura. Prodotto dalla Selig Polyscope Company, il film aveva come interpreti Charles Clary, Lillian Leighton, Winifred Greenwood.

## Trama
Dorothy Kent ama in segreto il suo datore di lavoro, William Smythe, un fotografo che sta esperimentando un nuovo processo di fotografia a colori. Insieme a Dorothy, William vi lavora da anni; ormai scoraggiato, però, sta per abbandonare il progetto quando, improvvisamente, Dorothy raggiunge l'obbiettivo desiderato. I due, felici, si abbracciano con grande trasporto. La moglie di William li vede e credendo che i due siano amanti, se ne va da casa insieme al figlio.
Tornato a casa, William scopre di essere stato lasciato. Nel frattempo la sua assistente ha brevettato e venduto il nuovo processo a colori, facendo una fortuna.

Sono passati alcuni anni. William adesso è un uomo senza un soldo, preda della vorace Dorothy. Neanche sua moglie se la passa bene: senza mezzi, è stata costretta per vivere a fare la sguattera. Per uno strano caso, viene assunta da Dorothy. William chiama Dorothy per dirle addio, mostrandole una rivoltella. Poi le chiede un ultimo bacio, ma lei gli risponde con una smorfia beffarda. Girandosi per andare via, William si trova faccia a faccia con la moglie. I due si riconoscono e lasciano la stanza insieme, finalmente riconciliati, mentre Dorothy raccoglie il revolver da terra.

## Produzione
Il film fu prodotto dalla Selig Polyscope Company.

## Distribuzione
Distribuito dalla General Film Company, il film - un cortometraggio in una bobina - uscì nelle sale cinematografiche statunitensi il 15 aprile 1912.
Non si conoscono copie ancora esistenti della pellicola che viene considerata presumibilmente perduta.